# 不戦兵士・市民の会
不戦兵士・市民の会（ふせんへいし・しみんのかい）は、1988年から2023年まで活動していた反戦に関する市民団体。

## 概要
1988年1月、元日本兵18人によって「不戦兵士の会」として発足。戦争の悲惨さと反戦の誓いを後世に伝えるため、会報誌「不戦」の発行や講演会「不戦大学」の実施などの活動を行ってきた。
活動に共感する市民らが加入し、戦後世代の会員が増加したことを機に、1999年には「不戦兵士・市民の会」に改称。活動を続けてきたが、近年は約200人いた元兵士の会員がほとんど亡くなり、市民の会員も高齢化が進み大半が80歳以上となった。資金難や新型コロナウイルス禍も活動の支障となった。
閉会が検討されたが、継続を求める声やカンパが届いたことから、2023年に遠藤美幸（イギリス近代史、ビルマ戦史研究者）や太田直子（映画字幕翻訳者）ら一部の会員が「不戦兵士・市民の会」を解消した上で「不戦兵士を語り継ぐ会」を立ち上げ、活動を継承している。

## 沿革
- 1988年1月 - 「不戦兵士の会」設立[2]。
- 1999年1月 - 「不戦兵士・市民の会」に改称[2]。
- 2021年 - 会報「不戦」の発行を休止[1]。
- 2023年 - 不戦兵士・市民の会は活動を休止し、一部の会員が中心となって設立された「不戦兵士を語り継ぐ会」が継承[2]。

## 支部
- 本部（東京支部） - 現「不戦兵士を語り継ぐ会」本部（2023年3月〜）
- 東海支部（名古屋支部） - 現「不戦兵士を語り継ぐ会」東海支部（2021年8月〜）
- 群馬支部 - 休止中
- 神奈川湘南支部 - 休止中

## 会に関連する書籍・資料
【★は「不戦兵士・市民の会」本部出版物、☆は会員・関係者の出版物】
- ★ 不戦兵士の会編『不戦』第１集（不戦兵士の会)
- ★ 不戦兵士・市民の会監修、不戦兵士・市民の会会員著『『人を殺して死ねよとは』―元兵士たちが語り継ぐ軍隊・戦争の真実―』（初版）本の泉社（原著2011-9）。ISBN 978-4780707878。
- ☆ 近藤一、宮城道良『最前線兵士が見た「中国戦線・沖縄戦の実相」～加害兵士にさせられた下級兵士～』（初版）学習の友社（原著2011-9）。ISBN 978-4761706753。
- ☆　井出亀三郎『ある『戦没者名簿』が語るもの-長野県南佐久郡戦没英霊芳名録-(本の泉社)
- ☆　山本七平『下級将校が見た帝国陸軍(朝日新聞社)
- ☆　古川成美『沖縄の最後』(河出書房　太平洋戦記シリーズ)
- ☆　横田正平『玉砕しなかった兵士の手記』(草思社)
- ☆　中村八朗『ある陸軍予備士官の手記』(徳間書店)
- ☆　伊藤桂一『軍人たちの伝統』(文藝春秋)
- ☆　朝日新聞山形支局『聞き書き「ある憲兵の記録」』(朝日新聞社)